# Cacopsylla pyricola
Cacopsylla pyricola är en insektsart som först beskrevs av W. Foerster 1848.  Cacopsylla pyricola ingår i släktet Cacopsylla och familjen rundbladloppor. Enligt den finländska rödlistan är arten otillräckligt studerad i Finland. Arten är reproducerande i Sverige. Artens livsmiljö är parker, gårdsplaner och trädgårdar. Inga underarter finns listade i Catalogue of Life.